# Лаго (Катанија)
Лаго је насеље у Италији у округу Катанија, региону Сицилија.
Према процени из 2011. у насељу је живело 25 становника. Насеље се налази на надморској висини од 514 м.